# Shoto Suzuki
Shoto Suzuki (født 16. oktober 1992) er en japansk fodboldspiller, som spiller for den japanske fodboldklub Roasso Kumamoto.